# Waldeinsamkeit (Scheffel)

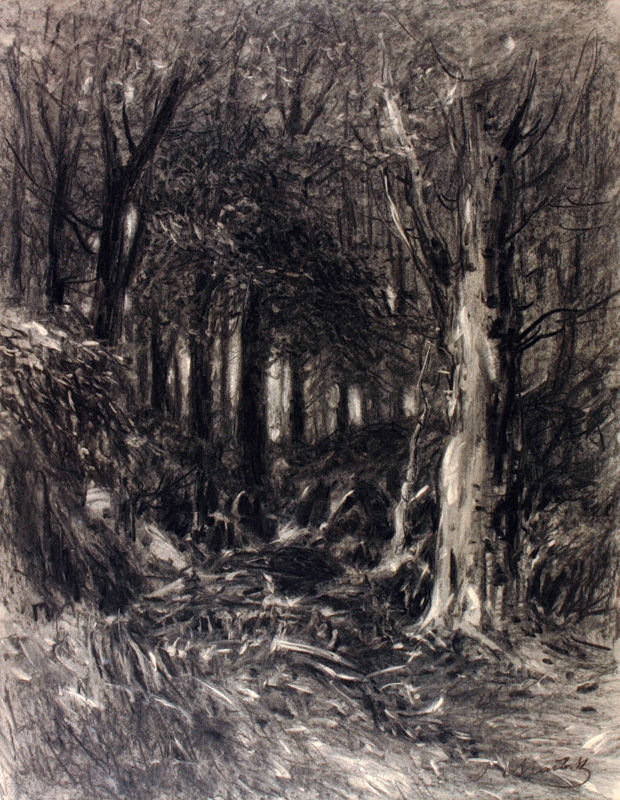
Julius Mařáks vielfältige Walddarstellungen bilden die Grundlage von Scheffels Gedicht-Zyklus.

Waldeinsamkeit ist ein 1880 erschienener Gedichtzyklus, der zum Spätwerk des Dichters Joseph Victor von Scheffel zählt. Inhaltlich und stilistisch erinnert der Zyklus an die Literatur des Biedermeiers. Der Untertitel lautet: Dichtung von Joseph Viktor von Scheffel zu zwölf landschaftlichen Stimmungsbildern von Julius Mařak.

## Aufbau  und Inhalt
Das der Naturlyrik zuzuordnende Werk ist in zwölf Gedichte zum Thema Waldeinsamkeit gegliedert. Das Vor- und Nachwort schaffen eine Rahmenhandlung und reflektieren zugleich die zentralen Themen.
- Vorwort: Bereits die erste Strophe schlägt biedermeierliche Töne an.

"Und dass trotz Mammon, Kriegsehrgeiz und Spott,
das Beste bleibt: Friede in sich und Gott!"

Ein lyrisches Ich tritt als Erzähler auf, der von einem „Waldfreund“ erzählen will: Dieser namentlich nicht genannte Waldfreund ist Förster in einem Wald im Alpenvorland. Er geht als Zeichner und Dichter seiner poetischen Veranlagung nach. Als er eines Tages Besuch aus der Stadt erhält, lernt er die junge Wilhelmine kennen. Die beiden verlieben sich, entzweien sich aber kurz vor der Abreise Wilhelmines. Sie hat dem Waldfreund einen „niederen Kunstsinn“ vorgeworfen, da dieser die heimische Landschaft der italienischen Landschaft vorzieht. Um Wilhelmine wiederzugewinnen, will der Waldfreund nun die heimische Landschaft besonders eindrücklich in Dichtung und Malerei festhalten. Die zwölf folgenden Gedichte bilden seine poetische Darstellung des Waldes.
- I. Über Haide und Moor: Der Waldfreund beschreibt seinen Auszug in den Wald „in hohen Gedanken und Stiefeln“. An einem Moor stellt er sich in Gedanken die urzeitliche Pflanzenwelt und die Pfahlbauerzeit vor.

- II. Waldeingang: Beeindruckt von mächtigen Eichen am Waldeingang gedenkt der Waldfreund der Zeit der Germanen und ihrem Baumkult. Er beschreibt seine Empfindungen mit einer Vielzahl religiöser Begriffe.

- III. Morgengesang: Im weltentrückten Wald angekommen, lauscht der Waldfreund dem Gesang der Buchfinken. Der Dichter hat den Buchfinken volkstümliche Reime in den Mund gelegt, die an die in der Romantik und im Biedermeier beliebte literarische Form des Volksmärchens erinnern.

- IV. Das alte Waldschloss: Ein überwuchertes Rokoko-Jagdschloss wird in des Waldfreunds Phantasie wieder zum Leben erweckt. Das Lied endet in einem melancholischen Ton mit der Hervorhebung der Vergänglichkeit.

- V. Nach dem Windbruch: Ein tosendes Gewitter unterbricht die Harmonie im Wald. Der Waldfreund fühlt sich an Schlachten erinnert.

- VI. Einsame Blumen: Der Schauplatz ist eine karge, reissende Schlucht, die dem Waldfreund „wie ein Platz für Berggeisterspuk“ erscheint.

- VII. Waldbrand: Erneut wird die Harmonie gestört, diesmal durch einen Waldbrand. Der Waldfreund sucht einen übersinnliche Erklärung durch das Ungeheuer Typhon aus der griechischen Mythologie.

- VIII. Sonnenuntergang: Erneut ist von Glut die Rede, jedoch hier im weit harmonischeren Bild des Sonnenuntergangs.

- IX. Wenn die Unkem rufen: Die Nacht ist von den Klagerufen der Unken dominiert, die wie ein Heuchlerchor klingen.

- X. Waldfrevel: Zum drittenmal wird die Harmonie durch Axthiebe gebrochen, die durch den Wald hallen. Der Waldfreund erkennt allerdings seinen Tagelöhner Sebastian, der sich – fleissig statt frevelhaft –  um das Sturmholz kümmert.

- XI. Morgengruß in der Waldmühle: Das seit der Romantik beliebte Bild der idyllischen Mühle wird hier inszeniert.

- XII. Stilles Heim: Der Waldfreund kehrt in die „stille Heimat“ zurück, die er nur mit seiner Mutter teilt.

- Nachwort: Der Förster sendet seine Gedichte nun ab, und erhält einen Liebesbrief von Wilhelmine zurück. Die Mutter behauptet allerdings, dass ihr „prosaisches“ Werben dies ermöglicht habe, und nicht des Waldfreunds „poetische“ Schriften. Der Waldfreund wäre sonst „selig verträumt und selig gestorben“. Dieser Kritik folgt nach der Versöhnung mit Wilhelmine die Selbsteinsicht des Waldfreunds:

"Ein Mann dem das Bräutchen versöhnt winkt zum Kuss,
sein Malen und Dichten sehr einschränken muss.
...
Fahr wohl und kling aus, Waldeinsamkeit!
Ich freue fortan mich des Waldes selbzweit!"

Auf diese inhaltliche Schlusspassage folgt eine Autorenangabe mit dem Verweis auf die Vorbilder für den Gedichtzyklus: Julius Mařáks Gemälde und Eduard Willmanns Kupferstiche dieser Gemälde. Ein freundliches Geleitwort an den Leser beschließt das Werk.

## Formale Aspekte
Die Formen der Gedichte variieren und sind meist sehr frei angelegt. Der Dichter bevorzugt daktylische Rhythmen und Paarreime. Die Gedichte IX, XI und XII bestehen aus vierzeiligen Strophen mit Kreuzreimen.

## Inhaltliche Aspekte

### Natur
Landschaft und Lebewesen werden in den Gedichten erst in ihrer Wirkung auf die Empfindung des Waldfreunds charakterisiert, bevor diese Eindrücke dem Waldfreund zu weiterführenden Assoziationen Anlass geben. Es dominieren idyllisch-harmonische Stimmungsbilder. An die Romantik erinnern die Überschneidungen von Innen- und Außenwelt des Waldfreunds sowie die bei aller realistischer Schilderung doch oft als beseelt und religiös verklärte Natur.

### Kulturelle Bezugswelten
Die Natur gibt dem Waldfreund zu einer bemerkenswerten Vielzahl an Assoziationen zu kulturgeschichtlichen Epochen Anlass. So nimmt er im Laufe des Zyklus explizit auf die Pfahlbauer (Siehe: Pfahlbauromantik), die Germanen, die höfische Kultur des Barocks, die Griechen und die Römer Bezug. Ferner sind zahlreiche versteckte Bezüge auf die Romantik (Italienbegeisterung Wilhelmines, Künstlerideal, „Berggeisterspuk“) ersichtlich.

### Echte Personen
Mehrere Personen werden namentlich genannt. Als Vorbilder für den Waldfreund werden explizit zwei Hauptvertreter des Biedermeiers, Adalbert Stifter und Nikolaus Lenau genannt.
Im Nachwort behauptet Scheffel, der Landschaftsmaler Julius Mařák habe die Skizzen des Waldfreundes zu Gemälden verarbeitet. Eduard Willmann habe davon Kupferstiche angefertigt, die dann im Kunstverlag von Peter Käser erschienen. Der Erzähler charakterisiert sich dann selbst als Joseph Victor von Scheffel, wobei er hier nur das Vor- und Nachwort als sein eigenes Werk angibt.

### Rückzug und Aufbruch
Die Thematik wird bereits im Titel des Werks aufgegriffen. Der ganze Gedichtzyklus widmet sich dem kontemplativen Ideal der Waldeinsamkeit des Waldfreundes. Hier kommen Elemente des romantischen Künstlerideals zum Tragen. Die Poesie scheint schließlich der Nährboden der Liebe zu sein. Es folgen aber zwei Einwände im Nachwort: die Kritik der Mutter an der verträumten Poesie des Waldfreundes und seine Einsicht, dass die Poesie neben einer erfüllten Liebe nur noch wenig Platz habe. Dadurch wird die Frage nach dem Künstlerideal zwischen Rückzug und Aufbruch zwar reflektiert, aber nicht eindeutig beantwortet. Eine totale Weltflucht des romantisch-biedermeierlichen Künstlers kann gemäß dem Nachwort freilich nicht zum (Liebes-)Glück führen.